# 知手站
知手站（日语：／ Shitte eki */?）是位於茨城縣神栖市東和田，鹿島臨海鐵道鹿島臨港線的車站。現已廢除。

## 歷史
- 1970年（昭和45年）7月21日 : 車站啟用。同時新設了旭電化工業專用線[1]。
- 1971年（昭和46年）7月20日 : 新設可樂麗專用線[1]。
- 1975年（昭和50年）1月 : 新設旭硝子專用線[1]。
- 2010年（平成22年）1月至2月 : 撒走側線。
- 日期不詳 : 廢除

在車站廢除時間不詳。當中截至2014年，已經有書籍介紹此廢站。另外在《JR貨物時間表》中，2017年度版前路線圖上還記載了此站，當時為車載臨時貨物車站。在2018年度版起不再記載此站。在《鐵道要覧》平成21年（2009年）度版中，路線圖內還記載了此站，在平成22年（2010年）度版以後沒有再紀載。

## 概要
此站是地面車站，只處理臨時車載貨物。行走於神栖站和奧野谷濱站的貨運列車會運輸停站。
曾經車站設有專用線連接周邊的工場，包括旭硝子（現時：AGC）、鹿島化學、旭電化工業（現時：ADEKA）、可樂麗和鐘淵化學工業（現：Kaneka）。現時上述所有專用線均已經廢除。當中旭硝子專用線是最後廢除的專用線，當時會運送液化氯。
曾經此站設有客運列車停靠，由於鹿島港南站內不是閉塞的邊界，因此客運列車會從鹿島港南站繼續駛往此站，隨後折返。

## 車站周邊
- ADEKA鹿島工場
- 關東珪曹硝子鹿島工場
- 鹿島化學
- 鹿島南共同發電所
- Kaneka（日语：カネカ）鹿島工場
- AGC鹿島工場

## 相鄰車站
鹿島臨海鐵道
鹿島臨港線
神栖－知手－奧野谷濱

## 注腳
1. 1 2 3  《鹿島臨海鉄道株式会社30年史》 鹿島臨海鐵道，2003年
2. ↑  川島令三. . 【図説】 日本の鉄道. 第2巻 常磐エリア. 講談社. 2014: 86. ISBN 978-4-06-295169-2 （日语）.
3. ↑  . . 鉄道貨物協会. 2017: 59. NDL 22860343 （日语）.
4. ↑  . . 鉄道貨物協会. 2018: 59. NDL 23038233 （日语）.
5. ↑  国土交通省鉄道局 監修.  平成21年度. 電氣車研究會. 2009-09: 301. ISBN 978-4-88548-113-0 （日语）.
6. ↑  鄉田恒雄 「全国の現役機関車をめぐって 民営鉄道の電気機関車・ディーゼル機関車はいま... -その17-」《鐵道迷》572號，交友社，2008年10月
7. ↑  「昭和58年版専用線一覧表」《Twilight zone MANUAL 6》Neko出版，2005年